# Бута Чакил
Бута Чакил (индон.  Buta Cakil ) — персонаж теневого театра ваянг кулит в Индонезии.

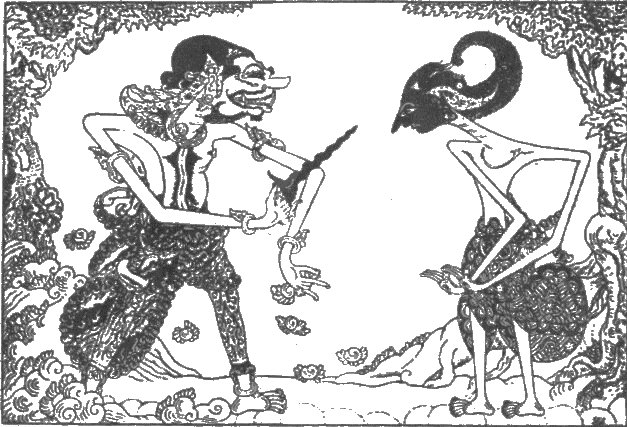
Бута Чакил и Арджуна

Один из заморских великанов с огромной плоской головой, косыми глазами и выступающей вперёд нижней челюстью, но небольшого для великанов роста. Вечный оппонент Арджуны и других благородных героев. Будучи убитым в одной сцене, появляется живым в другой. Лихо владеет крисом.